# The King's Daughter (phim 2022)
Con gái của nhà Vua (The King's Daughter) là một bộ phim giả tưởng phiêu lưu hành động của Mỹ năm 2022 do Sean McNamara đạo diễn từ kịch bản của Barry Berman và James Schamus. Nó dựa trên cuốn tiểu thuyết The Moon and the Sun xuất bản năm 1997 của Vonda N. McIntyre. Phim có sự tham gia của Pierce Brosnan trong vai Vua Louis XIV, Kaya Scodelario trong vai Marie-Josèphe và Benjamin Walker trong vai Yves De La Croix. Đây là vai diễn cuối cùng của William Hurt sẽ được phát hành trước khi ông qua đời vào tháng 3 năm 2022, mặc dù không phải là tác phẩm điện ảnh cuối cùng của ông, vì bộ phim này đã được quay tám năm trước đó. 
Những cảnh quay chính bắt đầu vào đầu tháng 4 năm 2014 tại Versailles, Pháp. Sau hai tuần quay ở Pháp, quá trình sản xuất bắt đầu vào ngày 23 tháng 4 tại Melbourne, Australia. Việc bấm máy kết thúc vào cuối tháng 5 năm 2014.
Ban đầu bộ phim dự định phát hành vào tháng 4 năm 2015, nhưng đã bị trì hoãn chỉ ba tuần trước đó để hoàn thành các hiệu ứng hậu kỳ. Bộ phim nằm trong tình trạng lấp lửng trong hơn 5 năm, cho đến khi Gravitas Ventures mua lại quyền phân phối, công ty này đã phát hành nó ở rạp vào ngày 21 tháng 1 năm 2022.

## Tóm tắt
Marie-Josèphe, sinh ra và lớn lên trong một tu viện ở Pháp, có một tâm hồn tự do nổi loạn, thường gây rắc rối cho Nữ tu viện trưởng. Cha của Marie-Josèphe, Vua Louis XIV, lo sợ cho cái chết của chính mình sau khi bị thương bởi viên đạn của một sát thủ, nhưng được Bác sĩ Labarthe kể về một sinh vật dưới nước kỳ diệu có thể ban cho ông sự bất tử; quy trình liên quan đến việc cắt bỏ trái tim của sinh vật trong ngày nhật thực. Louis cử một nhóm ngư dân, do Thuyền trưởng Yves De La Croix dẫn đầu, đi bắt sinh vật, đó là một Nàng tiên cá. Người bạn đời của cô ấy cũng bị bắt, nhưng Yves đã thả anh ta ra trước khi quay trở lại Pháp.
Theo yêu cầu của Nhà vua, Cha La Chaise đến tu viện để đưa Marie-Josèphe trở lại, khiến cô có cảm giác rằng cô đang đi chơi nhạc ở Versailles. Khi đến Versailles, Marie-Josèphe kết bạn với một người hầu tên là Magali, nhưng không ai khác biết cô là con gái của Nhà vua. Sáng hôm sau, Louis gặp Jean-Michel Lintillac, con trai của một Nam tước giàu có đang bị bệnh nặng và sắp sửa qua đời, khiến Lintillac được thừa kế tài sản và danh vọng. Khi đi dạo với Magali, Marie-Josèphe gặp Yves và cả hai yêu nhau. Cô ấy cũng gặp Lintillac và cha cô lần đầu tiên, mặc dù ông vẫn không nói cho cô biết về mối quan hệ giữa 2 người. 
Nàng tiên cá được đưa đến 1 hồ chứa bên dưới lâu đài. Sau đó, khi Marie-Josèphe cố gắng luyện tập trong phòng của mình, cô lần theo một tiếng động lạ đến nơi giam giữ Nàng tiên cá, nơi cô gặp cả sinh vật này và Yves. Tại một vũ hội lớn vào ngày hôm sau, Marie-Josèphe khiêu vũ với Louis, và sau đó thấy ông ở ngoài vườn đang vẽ bức tranh của một người phụ nữ tên là Louise, nói với Marie-Josèphe rằng cô ấy khiến ông nhớ đến Louise. 
Louis bổ nhiệm Lintillac với danh hiệu Công tước, và sau đó tổ chức một bữa tối để vinh danh anh ta. Marie-Josèphe đến thăm Nàng tiên cá một lần nữa và cả 2 cùng bơi vui đùa dưới nước. Yves sau đó đưa Marie-Josèphe đi cưỡi ngựa, nhưng cô bị ngã và gãy tay nghiêm trọng. Labarthe nói rằng cánh tay sẽ phải được cắt bỏ. Yves đưa Marie-Josèphe và Magali đến gặp Nàng tiên cá, người đã chữa lành hoàn toàn cánh tay của Marie-Josèphe. Marie-Josèphe cho rằng Louis đã đưa Nàng tiên cá đến Pháp để chữa bệnh cho người dân, nhưng cô đâu biết rằng Nàng tiên cá chỉ dành cho mục đích của Nhà vua.
Louis sắp xếp để Lintillac kết hôn với Marie-Josèphe với mục đích có thể chia tài sản của Lintillac. Ông nói rõ với Marie-Josèphe về việc ông là cha của cô và ông muốn cô kết hôn với Lintillac. Cô từ chối và vừa khóc vừa bỏ chạy, khiến Louis cảm thấy hối hận.
La Chaise đến thăm Nàng tiên cá và nhận ra cô ấy là một sinh vật có tri giác, ông đối mặt với Labarthe và Louis, nhưng cả hai đều không chịu thay đổi ý định. Marie-Josèphe đến gặp Nàng tiên cá, người đã cho cô thấy việc cô bị bắt như thế nào thông qua thần giao cách cảm. Trong khi đó, Yves đã gửi một bức ảnh về thủ tục giết Nàng tiên cá dưới cửa nhà Marie-Josèphe, cảnh báo cô về kế hoạch thực sự của Nhà vua. Cô đối mặt với Louis, nói với ông rằng cô sẽ kết hôn với Lintillac nếu ông để Nàng tiên cá đi, nhưng ông đã từ chối. Khi mọi người chuẩn bị cho đám cưới, La Chaise đưa Marie-Josèphe trốn thoát và đi xuống hồ chứa, nơi Yves đang cố gắng đưa Nàng tiên cá ra ngoài. Họ bị Labarthe phát hiện, nhưng họ đã chống lại hắn để cho Nàng tiên cá có thời gian trốn thoát. Labarthe bắn Yves, khiến Yves rơi xuống nước và được Nàng tiên cá đang chạy trốn mang theo. Marie-Josèphe khiến cho Labarthe mắc vào một bánh xe nước kéo hắn ta xuống nước, khiến hắn chết chìm.
Marie-Josèphe đến được một vách đá nơi cô đã hứa sẽ gặp Yves và thủy thủ đoàn của anh và thấy Yves được Nàng tiên cá chữa lành. Louis và người của ông đến và chuẩn bị giết Nàng tiên cá khi nhật thực đến gần, nhưng để ông phải lựa chọn cứu mạng sống của chính mình hoặc của cô ấy, Marie-Josèphe đã nhảy khỏi vách đá và đập mạnh xuống mặt nước. Louis không còn lựa chọn nào khác ngoài việc bảo người của mình hạ súng để Nàng tiên cá có thể hồi sinh Marie-Josèphe. Louis nhìn Marie-Josèphe và Yves rời đi, và Nàng tiên cá bơi về nhà. La Chaise nói với Louis rằng giờ đây ông là một vị vua vĩ đại và cũng là một người đàn ông vĩ đại.
Trong phần kết, Marie-Josèphe và Yves chèo thuyền đi tìm thành phố Atlantis để Marie-Josèphe có thể gặp lại Nàng tiên cá, và cô ấy đưa Marie-Josèphe xuống tận sâu để nhìn cận cảnh thành phố.

## Diễn viên
- Pierce Brosnan trong vai Vua Louis XIV: vua nước Pháp, cha của Marie-Josephe. Được gọi với cái tên Vua Mặt Trời
- Kaya Scodelario trong vai Marie-Josèphe
- Benjamin Walker trong vai Thuyền trưởng Yves De La Croix: người được cử đi bắt Nàng tiên cá
- William Hurt trong vai Cha La Chaise
- Rachel Griffiths trong vai Tu Viện trưởng
- Phạm Băng Băng trong vai Nàng tiên cá
- Ben Lloyd-Hughes trong vai Jean-Michel Lintillac: con trai của vị Nam tước chuyên xuất khẩu len ông Pierre Lintillac
- Paul Ireland trong vai Benoit: bạn của Thuyền trưởng Yves
- Pablo Schreiber trong vai Bác sĩ Labarthe
- Crystal Clarke trong vai Magali: hầu gái
- Jessica Clarke trong vai Quý bà Devereaux

## Sản xuất
Bộ phim dựa trên cuốn tiểu thuyết The Moon and the Sun xuất bản năm 1997 của Vonda N. McIntyre. Quá trình phát triển sớm nhất của bộ phim bắt đầu vào năm 1999, khi nhà sản xuất Michael London dự định mua bản quyền quay phim. Anh nói rằng anh ấy đã bị thu hút bởi "sự kết hợp kỳ lạ (của) một sinh vật hoàn toàn tưởng tượng trong thế giới lịch sử rất cụ thể này". London đã đề xuất bộ phim cho Công ty Jim Henson, người sẽ phát hành bộ phim thông qua công ty điện ảnh của họ, Jim Henson Pictures. Giám đốc nhà hát Christopher Renshaw đã ký hợp đồng chỉ đạo, trong khi Laura Harrington sẽ viết kịch bản với sự tham gia của McIntyre. Stephanie Allain và Kristine Belson đã ký hợp đồng làm giám đốc sản xuất cho Jim Henson Pictures. Sau khi Sony chấm dứt liên kết với Công ty Jim Henson, do đó Jim Henson Pictures kết thúc, quá trình sản xuất bị tạm dừng cho đến khi nhà sản xuất phim Bill Mechanic tham gia sản xuất và hồi sinh bộ phim với Walt Disney Pictures sau khi ký hợp đồng 5 năm với công ty vào tháng 12 năm 2001. Mechanic đã lên kế hoạch cho bộ phim bắt đầu tiền sản xuất vào đầu năm 2002, với Natalie Portman đóng vai chính, James Schamus sửa lại kịch bản và Gregory Hoblit có thể sẽ đạo diễn. Công ty Jim Henson cũng sẽ vẫn là nhà sản xuất.
Vào tháng 8 năm 2013, có thông báo rằng Sean McNamara sẽ đạo diễn bộ phim. Dàn diễn viên bao gồm Pierce Brosnan trong vai Vua Louis XIV, Phạm Băng Băng trong vai nàng tiên cá và Bill Nighy trong vai Père De La Chaise, một nhân vật được tạo ra cho bộ phim. Nighy rút khỏi bộ phim do xung đột lịch trình và được thay thế bởi William Hurt vài tuần trước khi quay. Mechanic, vẫn sẽ tham gia bộ phim, ông cũng tham gia sửa lại kịch bản cùng với Barry Berman và Ronald Bass. Công ty điện ảnh Trung Quốc Kylin Films đã đầu tư 20,5 triệu USD vào bộ phim, đây là khoản đóng góp tài chính lớn nhất của Trung Quốc cho một bộ phim không phải của hãng được sản xuất bên ngoài Trung Quốc. Vào tháng 6 năm 2020, có thông báo rằng Julie Andrews sẽ thuật lại bộ phim.
Những cảnh quay chính bắt đầu vào đầu tháng 4 năm 2014 tại địa điểm ở Cung điện Versailles, Pháp. Sau hai tuần quay ở Pháp, quá trình sản xuất chuyển sang Australia để quay tại Docklands Studios Melbourne và tại một địa điểm ở Melbourne, Victoria. Quá trình quay phim bắt đầu vào ngày 23 tháng 4 trong và xung quanh Melbourne Docklands. Từ ngày 6 đến ngày 8 tháng 5, quá trình quay phim diễn ra tại Melbourne City Marina trên con tàu Enterprize cho những cảnh quay trên con tàu ở Biển Bắc vào một đêm giông bão năm 1648. Vào ngày 2 tháng 5 năm 2014, các cảnh được quay ở Old Quad tại Đại học Melbourne, với bối cảnh được chuyển thành tu viện Versailles. Quay phim tại Úc kết thúc vào cuối tháng 5 năm 2014.

## Phát hành
Ban đầu dự kiến phát hành bởi Focus Features, vào ngày 15 tháng 8 năm 2014. Nhưng sau đó Paramount Pictures lại thông báo ngày phát hành của bộ phim là ngày 10 tháng 4 năm 2015, trong khi doanh thu quốc tế sẽ do Good Universe phụ trách. Chỉ ba tuần trước khi bộ phim được phát hành rộng rãi, Paramount đã hủy bỏ mà không xác định ngày phát hành trong tương lai. Một nguồn tin thân cận với bộ phim khẳng định rằng cần thêm thời gian để hoàn thành công việc hiệu ứng đặc biệt. Bộ phim sau đó được đổi tên thành Con gái của nhà Vua, vào tháng 5 năm 2017, Open Road Films đã mua lại bản quyền phân phối. Quyền phân phối cuối cùng thuộc về người kế nhiệm của Open Road là Global Road Entertainment trước khi Global Road bỏ phim. Vào ngày 1 tháng 6 năm 2020, Arclight Films đã mua lại quyền phân phối từ Open Road trong sự kiện trực tuyến Cannes 2020. Vào tháng 10 năm 2021, có thông báo rằng Gravitas Ventures đã mua được quyền phân phối bộ phim và ấn định ngày phát hành là ngày 21 tháng 1 năm 2022.
Bộ phim được phát hành cho VOD vào ngày 5 tháng 4 năm 2022, sau đó là bản phát hành Blu-ray và DVD vào ngày 19 tháng 4 năm 2022.

### Doanh thu phòng vé
Tại Mỹ và Canada, bộ phim đã kiếm được 723.150 đô la từ 2.170 rạp vào cuối tuần công chiếu, và kiếm được 440.846 đô la trong tuần thứ hai.

### Đánh giá
Trên trang web tổng hợp phê bình Rotten Tomatoes, 20% trong số 65 bài phê bình của các nhà phê bình là tích cực, với điểm trung bình là 4,2/10. Metacritic, sử dụng thang điểm 100, đã cho bộ phim số điểm 31 trên 100, dựa trên 18 nhà phê bình, cho thấy "các bài đánh giá nhìn chung không thuận lợi"